# Клучеряса
Клучеряса (рум. Clucereasa) — село у повіті Арджеш в Румунії. Адміністративно підпорядковане місту Міовень.
Село розташоване на відстані 109 км на північний захід від Бухареста, 15 км на північний схід від Пітешть, 115 км на північний схід від Крайови, 90 км на південний захід від Брашова.

## Населення
За даними перепису населення 2002 року у селі проживали 319 осіб, усі — румуни. Усі жителі села рідною мовою назвали румунську.